# Querfurt
Querfurt (pol. hist. Kwerfurt) – miasto w Niemczech w kraju związkowym Saksonia-Anhalt, w powiecie Saalekreis, na zachód od miasta Halle (Saale). Przed zjednoczeniem Niemiec należało do NRD. W 2005 miasto liczyło ok. 12 000 mieszkańców, obecnie zamieszkuje je 11 994 (2009).
z Kwerfurtu pochodził św. Bruno, który zginął śmiercią męczeńską w roku 1009, prowadząc misję chrystianizacyjną na życzenie Bolesława Chrobrego wśród plemion pruskich.

## Historia

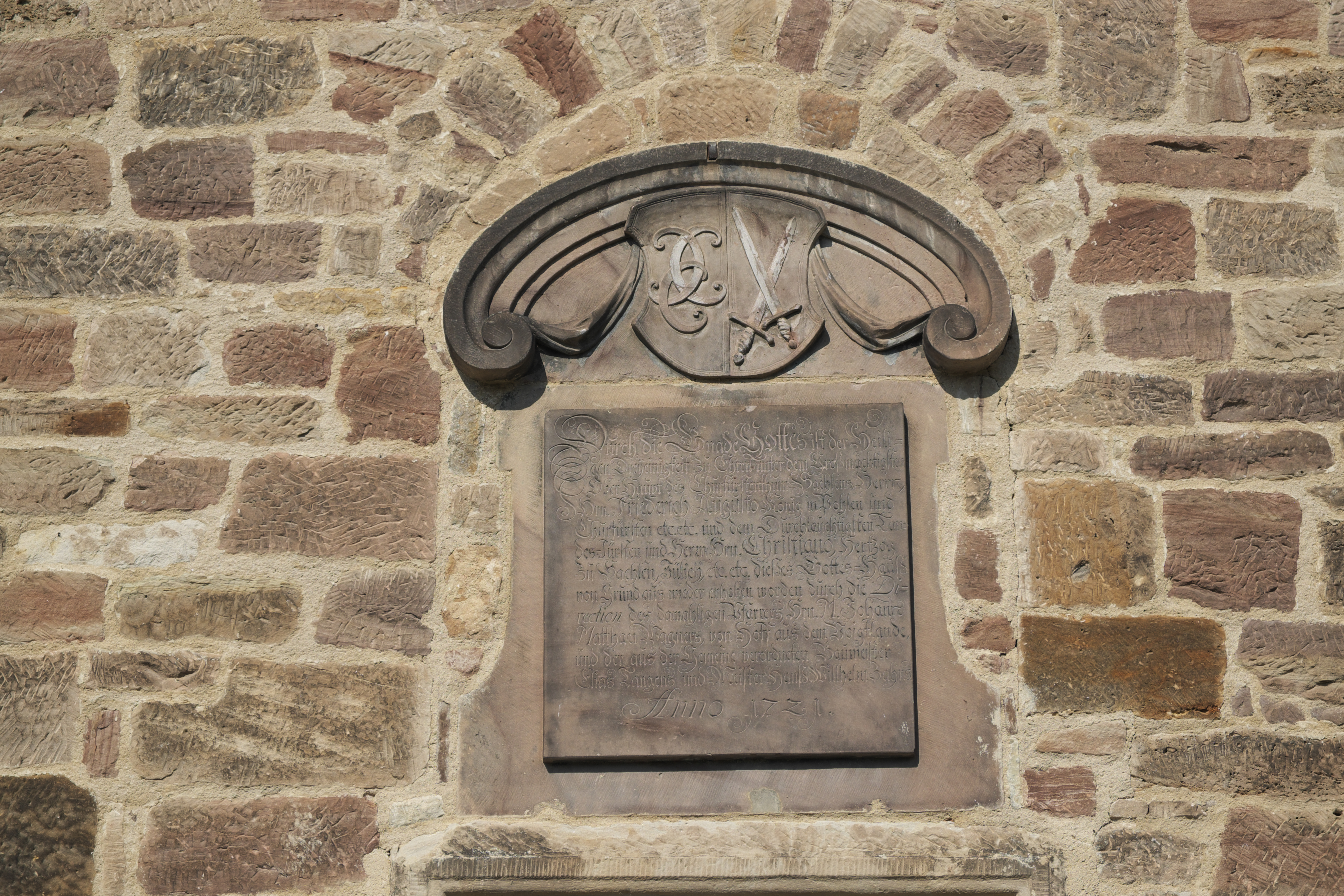
Tablica upamiętniająca króla Polski Augusta II Mocnego na ścianie kościoła św. Michała

Querfurt przez pewien czas był stolicą samodzielnego księstwa o powierzchni 200 km² i liczbie mieszkańców ok. 20 tys. W 1496 rodzina rządząca księstwem wymarła i księstwo przeszło w ręce rodziny Mansfeld. W roku 1635 na podstawie pokoju w Pradze księstwo przeszło w ręce elektora Saksonii, Jana Jerzego III, ojca późniejszego króla Polski Augusta II Mocnego. August II Mocny odziedziczył po ojcu księstwo, które w roku 1746 zostało przyłączone do Saksonii, znajdując się do 1763 pod panowaniem króla Polski Augusta III. W 1815 miasto zostało przyłączone do Prus, wraz z którymi w 1871 znalazło się w granicach Niemiec. W 1884 otwarto w Kwerfurcie stację kolejową.
W latach 1949–1990 miasto należało do NRD. W 1995 poszerzono granice miasta przyłączając wsie Gatterstädt i Lodersleben, a w 2004 przyłączono miejscowości Grockstädt, Leimbach, Schmon, Vitzenburg, Weißenschirmbach, Ziegelroda.

## Zabytki
- ruiny średniowieczne
- zamek
- rynek wraz z ratuszem
- mury miejskie
- kościół św. Lamberta(inne języki) z XIII/XVIII w.
- kościół św. Michała w Grockstädt, ozdobiony tablicą upamiętniającą króla Polski Augusta II Mocnego z 1722 r.
- kościół św. Mikołaja(inne języki) w Weißenschirmbach, sięgający XV w., przebudowany w XVIII w.
- kościół św. Marka(inne języki) w Schmon z XVIII–XIX w.
- kościół św. Mateusza(inne języki) w Leimbach
- pałac w Lodersleben, barokowy
- pałac w Vitzenburgu(inne języki), renesansowy, przebudowany w stylu neorenesansowym
- wieża ciśnień(inne języki) z 1900 r.

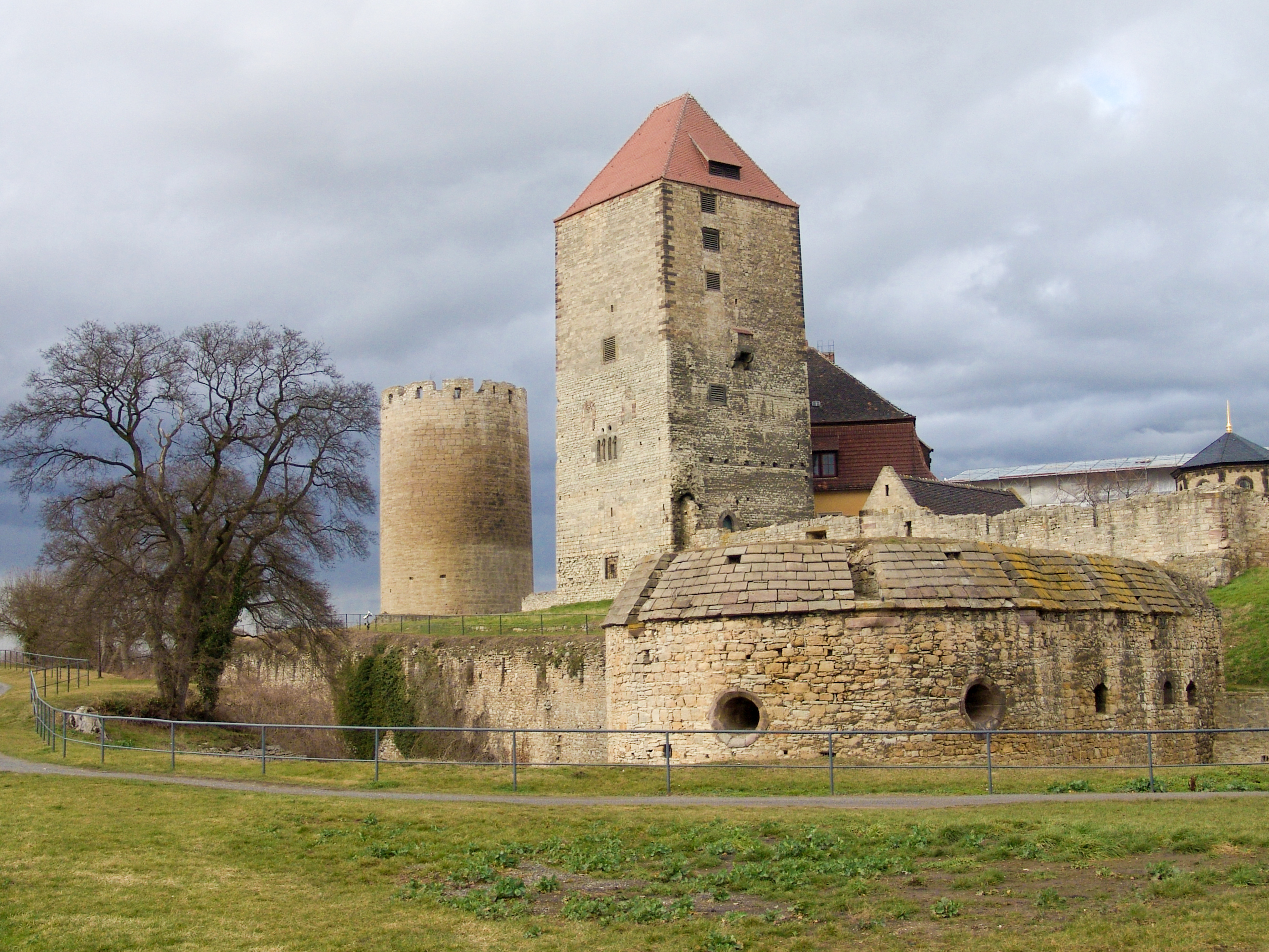
Zamek
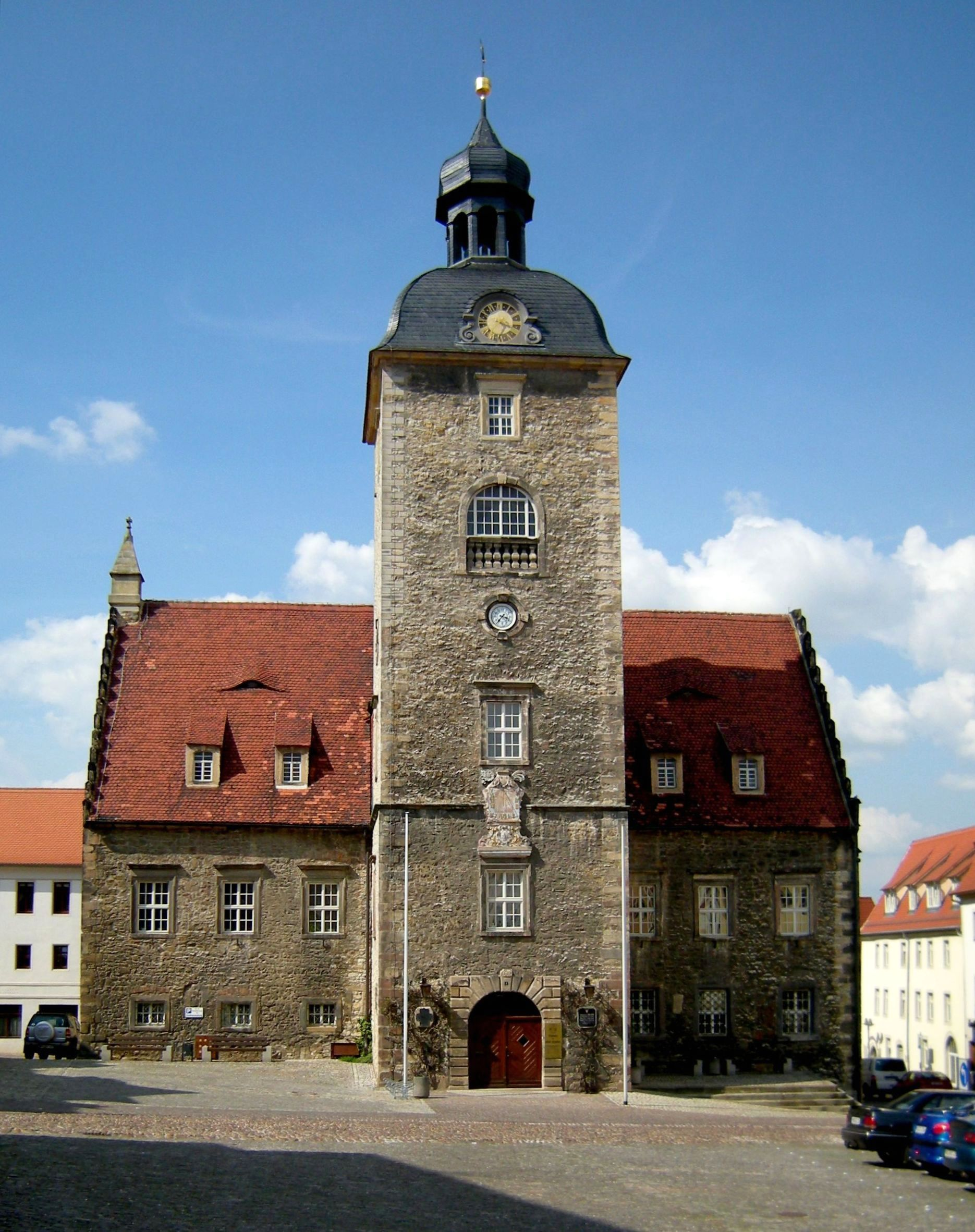
Ratusz
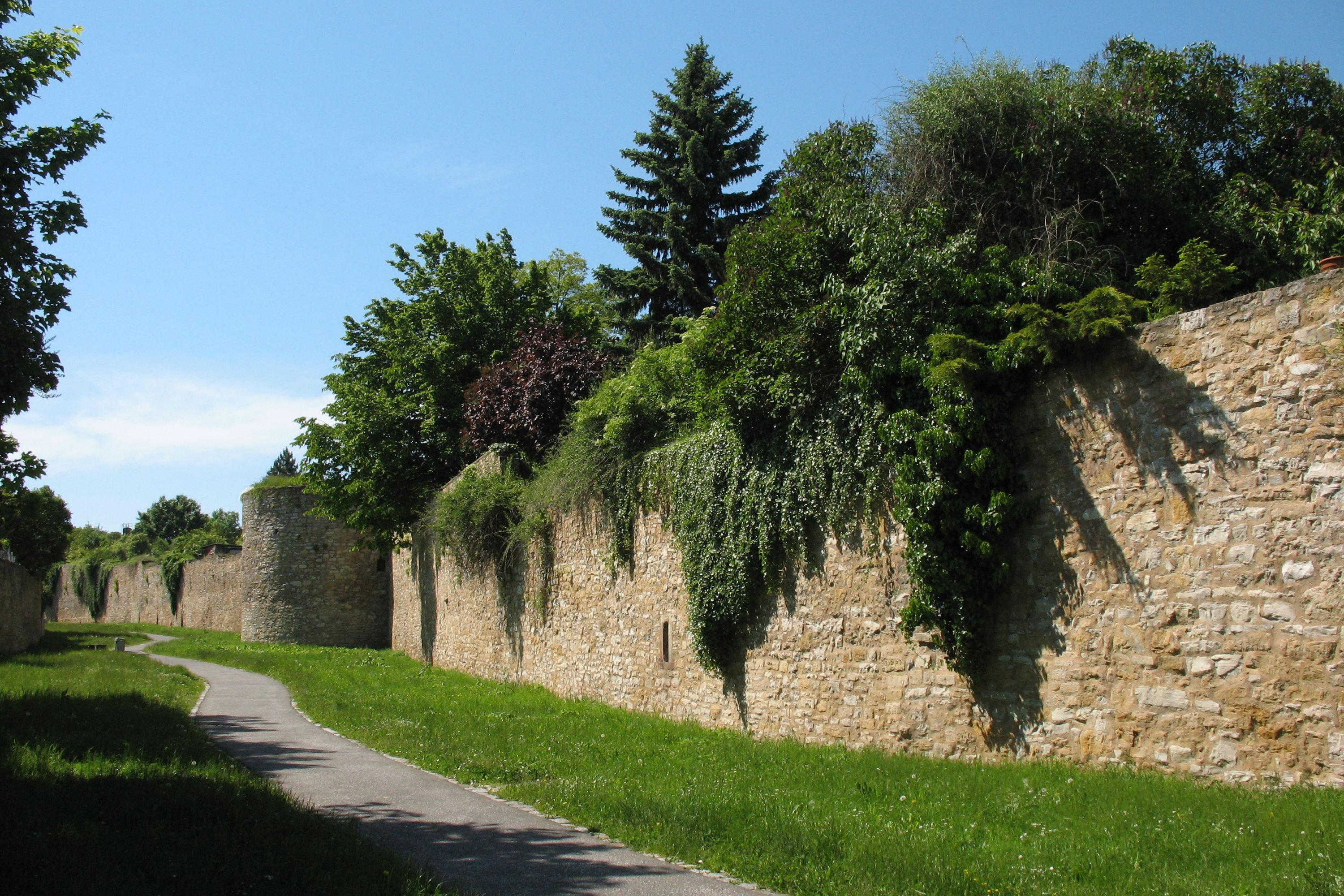
Mury miejskie
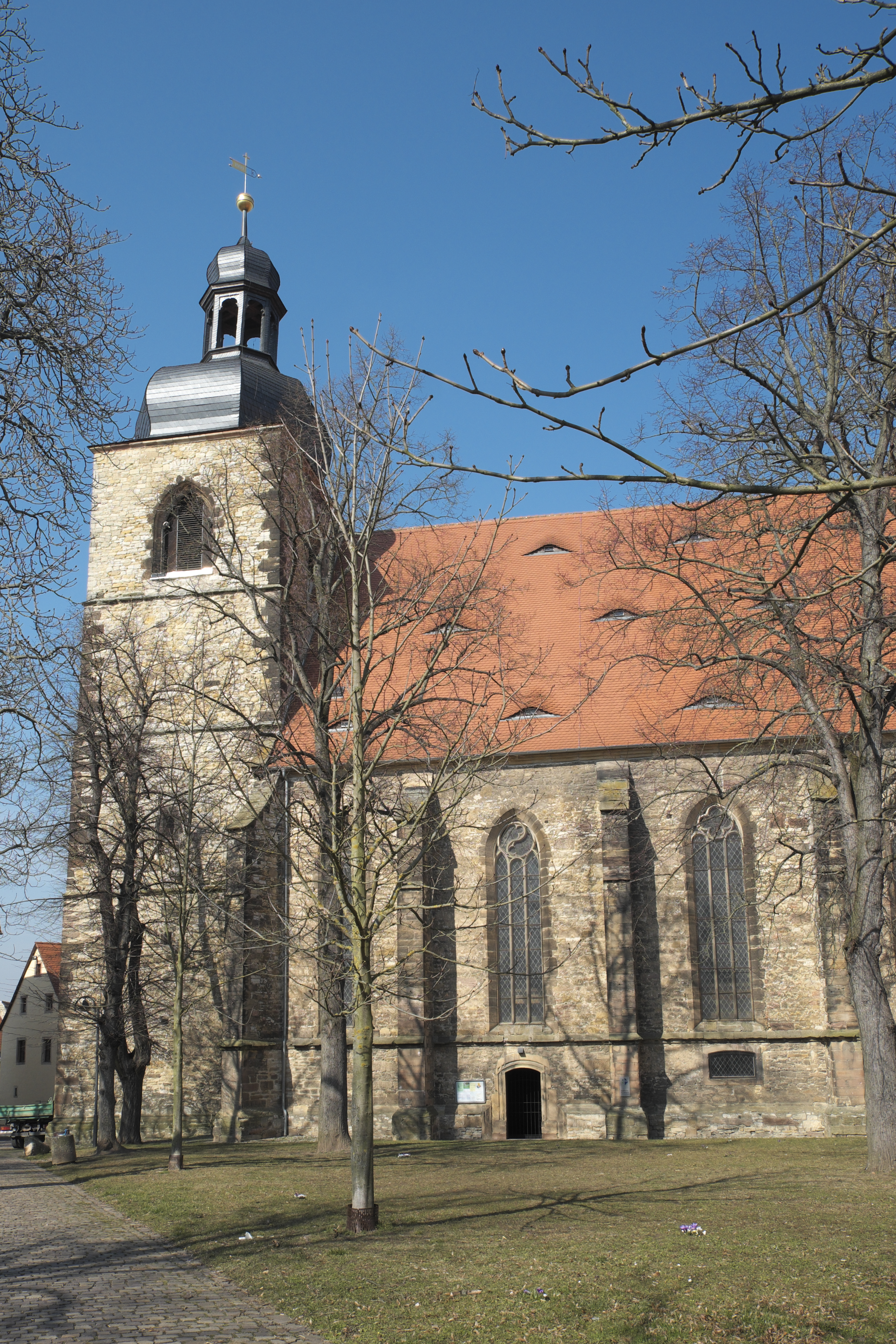
Kościół św. Lamberta
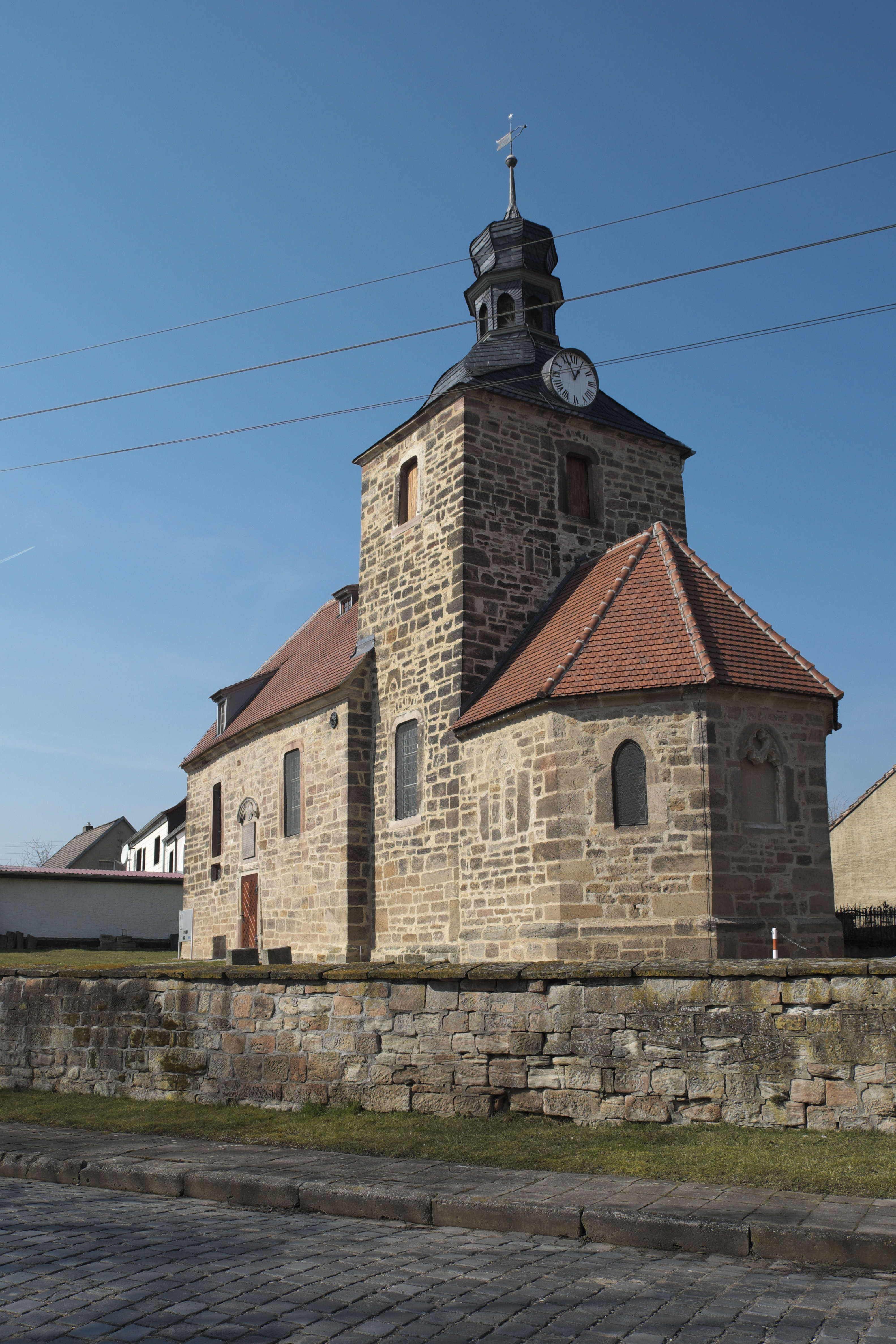
Kościół św. Michała

## Współpraca
Miejscowości partnerskie:
- Karlstadt, Niemcy, Bawaria
- Giżycko, Polska